# Municipio de Amity (Dakota del Norte)
El municipio de Amity (en inglés: Amity Township) es un municipio ubicado en el condado de Bottineau en el estado estadounidense de Dakota del Norte. En el año 2010 tenía una población de 33 habitantes y una densidad poblacional de 0,35 personas por km².

## Geografía
El municipio de Amity se encuentra ubicado en las coordenadas 48°45′39″N 100°22′33″O / 48.76083, -100.37583. Según la Oficina del Censo de los Estados Unidos, el municipio tiene una superficie total de 93.49 km², de la cual 93,23 km² corresponden a tierra firme y (0,27 %) 0,25 km² es agua.

## Demografía
Según el censo de 2010, había 33 personas residiendo en el municipio de Amity. La densidad de población era de 0,35 hab./km². De los 33 habitantes, el municipio de Amity estaba compuesto por el 93,94 % blancos y el 6,06 % eran de una mezcla de razas. Del total de la población el 0 % eran hispanos o latinos de cualquier raza.